# Phimenes transmarinum
Phimenes transmarinum är en stekelart som först beskrevs av Vecht 1959.  Phimenes transmarinum ingår i släktet Phimenes och familjen Eumenidae. Inga underarter finns listade i Catalogue of Life.